# 1970 في كندا
فيما يلي قوائم الأحداث التي وقعت خلال عام 1970 في كندا.

## سياسة

### تعيين في المنصب
- 1 يناير – جان بول عضو الجمعية الوطنية في كيبك [الإنجليزية]‏.
- 1 يناير – هنري بوتر Commander of the Royal Canadian Navy [الإنجليزية]‏.

## رياضة
- 20 سبتمبر – جائزة كندا الكبرى 1970 الفائز جاكي إيكس.

## موسيقى

### ألبومات
من الألبومات التي صدرت هذه السنة في كندا:
- 1 مارس – سيدات الوادي من غناء جوني ميتشل.

## مواليد

### يناير
- 1 يناير – ديانا بوتو
- 1 يناير – كين سكوت

### فبراير
- 14 فبراير – مارك لوتز ممثل كندي.
- 23 فبراير – ماري جوزيه كروز

### مارس
- 25 مارس – كاري ماتشيت ممثلة كندية.

### أبريل
- 4 أبريل – باري بيبر ممثل كندي.

### مايو
- 4 مايو – ويل آرنيت ممثل كندي.
- 8 مايو – ناعومي كلاين

### يوليو
- 25 يوليو – هوي بيك موسيقي كندي.

### سبتمبر
- 8 سبتمبر – مارك واتسون
- 19 سبتمبر – جيمي هيوارد
- 27 سبتمبر – تمارة تايلور
- 29 سبتمبر – راسل بيترز

### أكتوبر
- 26 أكتوبر – ليسا رايدر ممثلة كندية.

### ديسمبر
- 20 ديسمبر – نيكول دي بوير ممثلة كندية.
- 22 ديسمبر – تيد كروز سياسي أمريكي.
- 23 ديسمبر – كاتريونا ليماي دوان متزلجة سريعة كندية.

## وفيات

### يناير
- 1 يناير – تريفور كينكيد (مواليد 1872)

### يوليو
- 15 يوليو – إيريك بيرن (مواليد 1910)